# Thẻ khai khởi hành
Thẻ khai khởi hành là một giấy tờ pháp lý được sử dụng cho việc nhập cảnh để cung cấp định danh của hành khách và cung cấp hồ sơ về việc nhập cảnh của một người vào quốc gia đó. 
Nó còn đóng vai trò như tờ khai y tế đặc điểm nhận dạng dành cho người không phải công dân nước đó.

## Thông tin trên thẻ

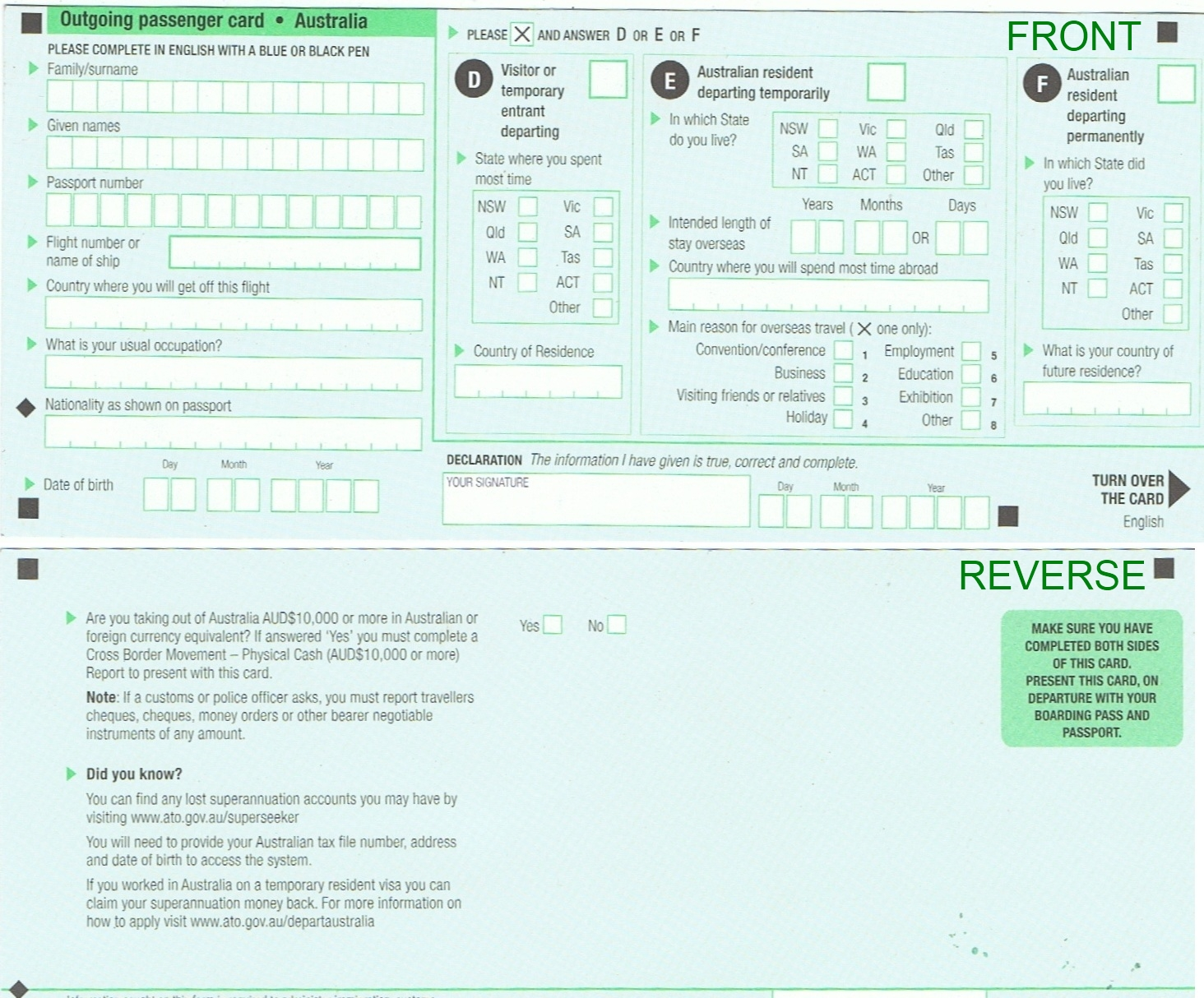
Thẻ khai khởi hành từ Úc

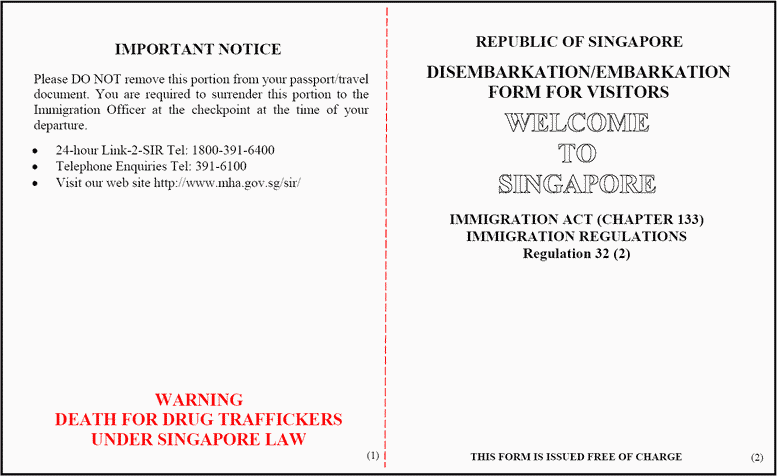
Thẻ lên tàu của Singapore bao gồm cảnh báo đến hành khách về án tử hình. Con dấu cảnh báo được tìm thấy tại biên giới Malaysia-Singapore và sân bay

Những thông tin chính trên thẻ khai khởi hành bao gồm:
- Họ tên
- Quốc tịch
- Số hộ chiếu
- Số chuyến bay hoặc tên hãng hàng không, loại tàu
- Mục đích chuyến đi: nghỉ dưỡng, giáo dục/du học, thăm thân nhân/gia đình, công tác, ngoại giao
- Thời gian ở lại
- Địa điểm (điểm dừng của chặn kế)
- Địa chỉ tại quốc gia đó

Hành khách yêu cầu phải ký tên, ghi ngày và đảm bảo tất cả thông tin đều chính xác và đầy đủ.
Hành khách trên chuyến bay quốc tế yêu cầu phải điền thẻ khai khởi hành với thẻ lên máy bay và hộ chiếu khi đi qua chổ nhập cảnh của hải quan.

## Miễn trừ và tích hợp với thẻ khai nhập cảnh
Châu Á
Tuỳ thuộc vào thẩm quyền, người nhập cảnh sẽ được cấp thẻ bao gồm phần nhập cảnh và khởi hành tại nơi dùng chung một số sê ri/kiểm soát chung để nhận dạng. Người du lịch thường yêu cầu giữ lại thẻ này trong hộ chiếu và sử dụng thẻ tương tự khi xuất cảnh nước đó. Một số khu vực pháp lý có hệ thống này là Hồng Kông, Ma Cao, Malaysia, Singapore, Indonesia, Mỹ, Brazil và Thái Lan. Hồng Kông và Ma Cao có thẻ khởi hành dưới dạng bản sao của tờ khai nhập cảnh nhưng số chuyến bay, điểm chuyển tiếp và chữ ký được để trống trong khi 6 mục kế tiếp dành cho thẻ khai nhập cảnh yêu cầu ít thông tin hơn, nhưng chúng được kết hợp với nhau có thể cho phép nhân viên nhập cảnh xé ra từng phần và hầu tại có tại các quốc gia ASEAN.
Khoảng thời gian ngắn từ năm 2009 đến năm 2010, Philippines cũng có thẻ bao gồm nhập cảnh và khởi hành. Tất cả hành khách, không phân biệt quốc tịch, đều yêu cầu điền vào phần nhập cảnh và yêu cầu người nhập cảnh phải giữ lại phần khởi hành. Mặc khác cư dân Philippines sẽ phải điền thẻ khai nhập cảnh khác cho chuyến bay kế tiếp khi rời khỏi Philippines. Cuối năm 2011, Cục nhập cảnh quay lại sử dụng thẻ cũ. Vào năm 2014, Cục nhập cảnh đổi màu thẻ, thẻ nhập cảnh có màu xanh, thẻ khởi hành có màu đỏ. Vào năm 2018, ngoại quan của thẻ cùng với màu sắc đã thay đổi, thẻ nhập cảnh có màu đỏ, thẻ khởi hành có màu xanh lá. Từ năm 2014, Cục nhập cảnh chỉ yêu cầu cư dân Philippines điền vào thẻ khai khởi hành, trong khi người nước ngoài/du khách chỉ điền thẻ khai nhập cư.
Từ ngày 16 tháng 9 năm 2017, thẻ khai nhập cảnh/khởi hành không còn yêu cầu tại điểm kiểm nha nhập Thái khi đến/đi Thái Lan.
Úc
Thẻ khởi hành hoàn toàn hủy bỏ tại Úc vào ngày 1 tháng 7 năm 2017 đánh dấu sự kết thúc thủ tục này từ năm 1960. Trước đó vào tháng 3 năm 2015 sân bay Brisbane đề nghị hành khách sử dụng ứng dụng để in thẻ khởi hành tại gian hàng thẻ khởi hành trong khu vực ga quốc tế. Trong nhiều năm qua thẻ đã được thiết kế lại (làm nhỏ hơn) và sử dụng thiết kế khác. Mãi đến thập niên 2000 thẻ khởi hành còn được đóng dấu với ngày xuất nhập cảnh và tem cảng cùng với hộ chiếu du lịch.
Ấn Độ
Vào tháng 7 năm 2017, người dân Ấn Độ khi bay ra khỏi Ấn Độ sẽ được miễn điền thẻ khởi hành. Điều này chỉ áp dụng khi đi du lịch bằng sân bay.